# Villa Foscari
La villa Foscari, également appelée « La Malcontenta », est une villa veneta sise près de Mira, en Vénétie, conçue par l'architecte Andrea Palladio (1508-1580).

## Brève notice historique
La villa fut construite entre 1550 et 1560 pour les frères Nicolò et Alvise Foscari ; Nicolò mourut l'année même de la fin de la construction.
Elle fut abandonnée ensuite pendant des siècles et se délabra peu à peu, jusqu'à ce qu'en 1926 une Brésilienne, citoyenne américaine puis portugaise, s'y intéressât et entreprît de la réhabiliter (restauration des fresques, balustres, colonnes) et de la remeubler. C'est à cette époque que Paul Morand y séjourna.
Revenue ensuite dans la famille de ses bâtisseurs, Antonio Foscari en devint propriétaire en 1973.
Cette villa unique, ainsi que vingt-trois autres et le centre historique de la ville de Vicence sont inscrits sur la liste du patrimoine mondial de l'UNESCO.

## Architecture
L'édifice en bossage lisse, divisé en trois ordres par de légères saillies, présente côté canal de la Brenta un pronaos ionique soutenu par une base solide. On y accède par deux rampes 
d'escaliers latéraux.
À l'intérieur, la salle en forme de croix grecque est illuminée sur le côté Sud par une grande fenêtre thermale.

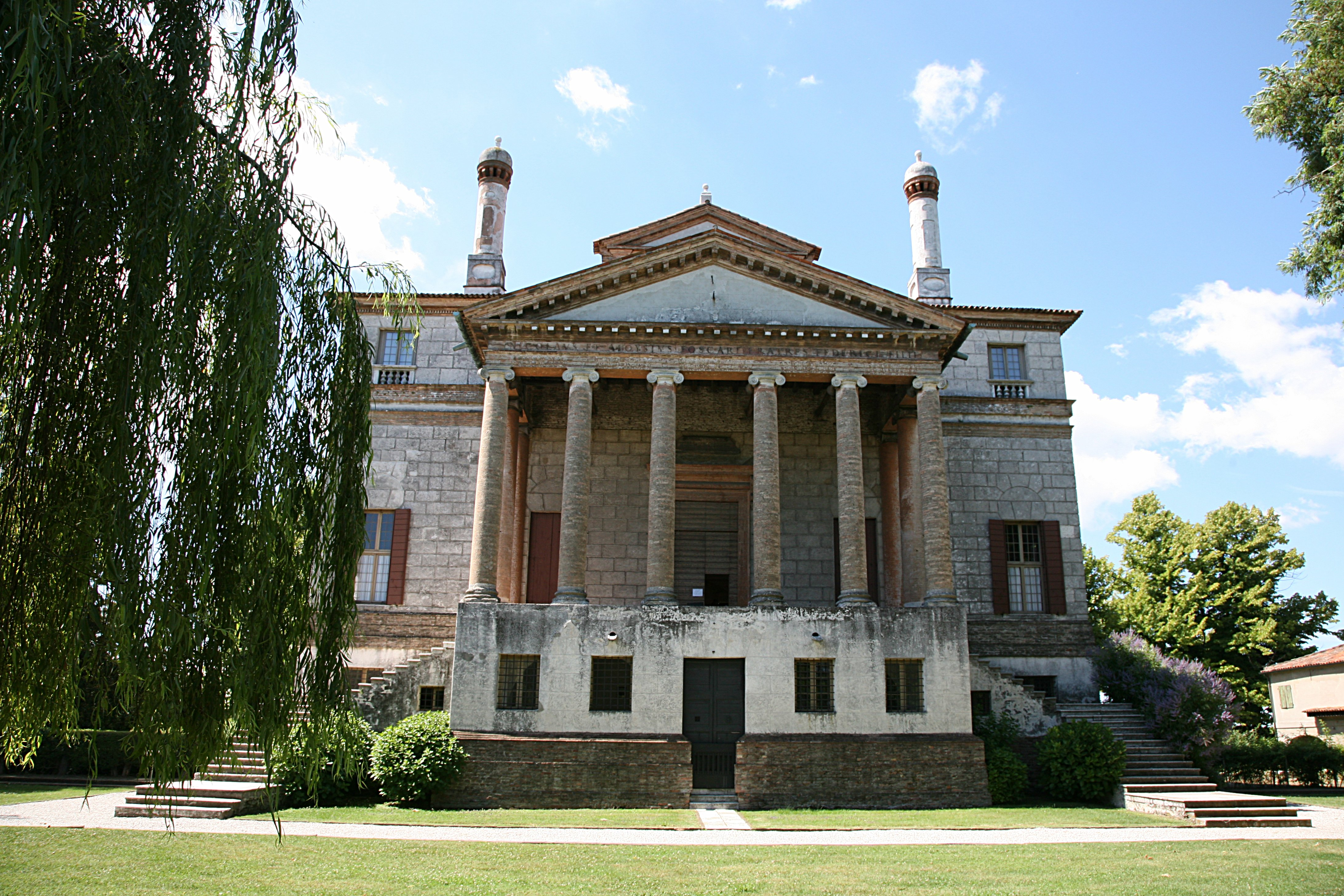
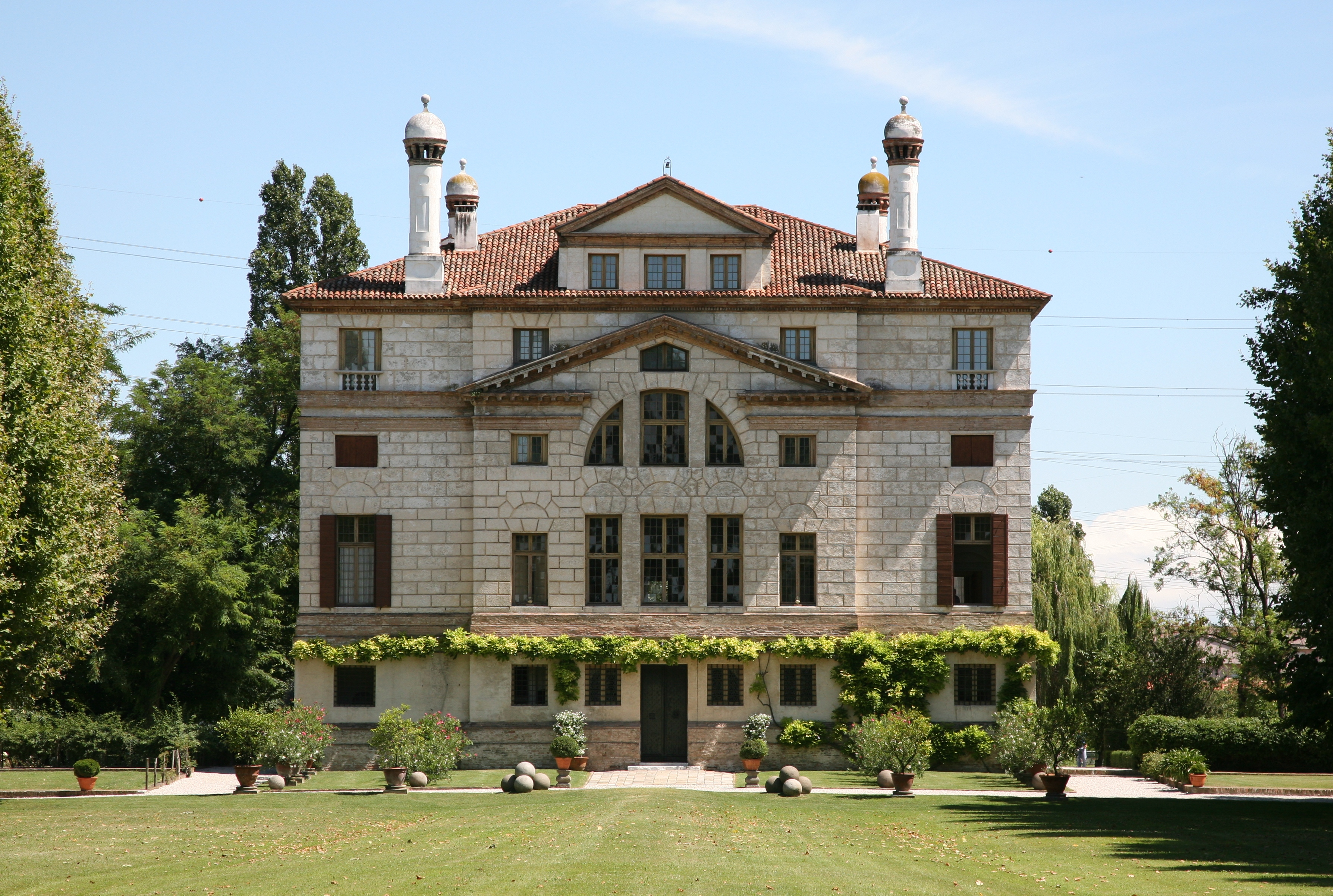
La façade arrière de la villa.
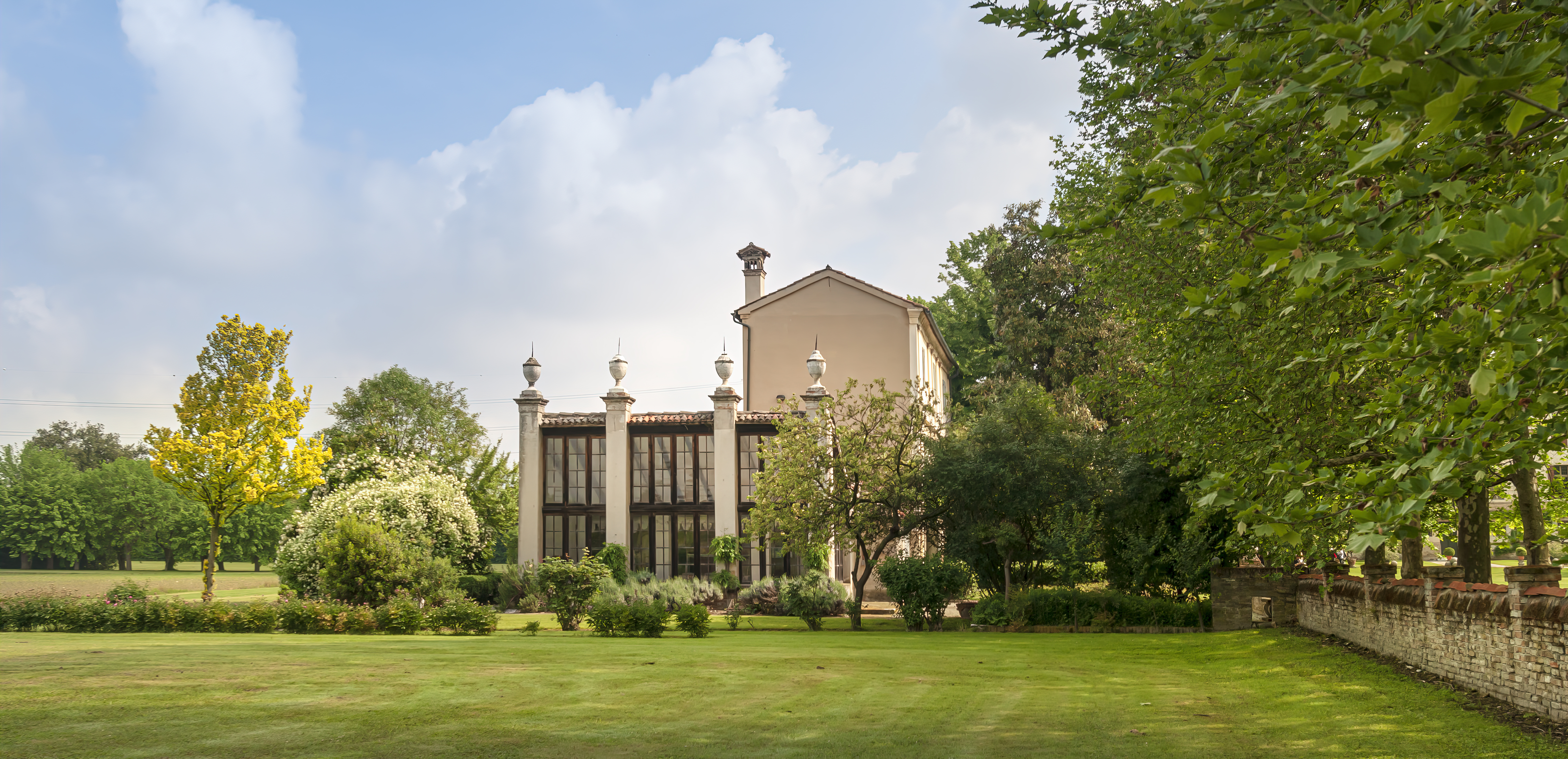
La serre.
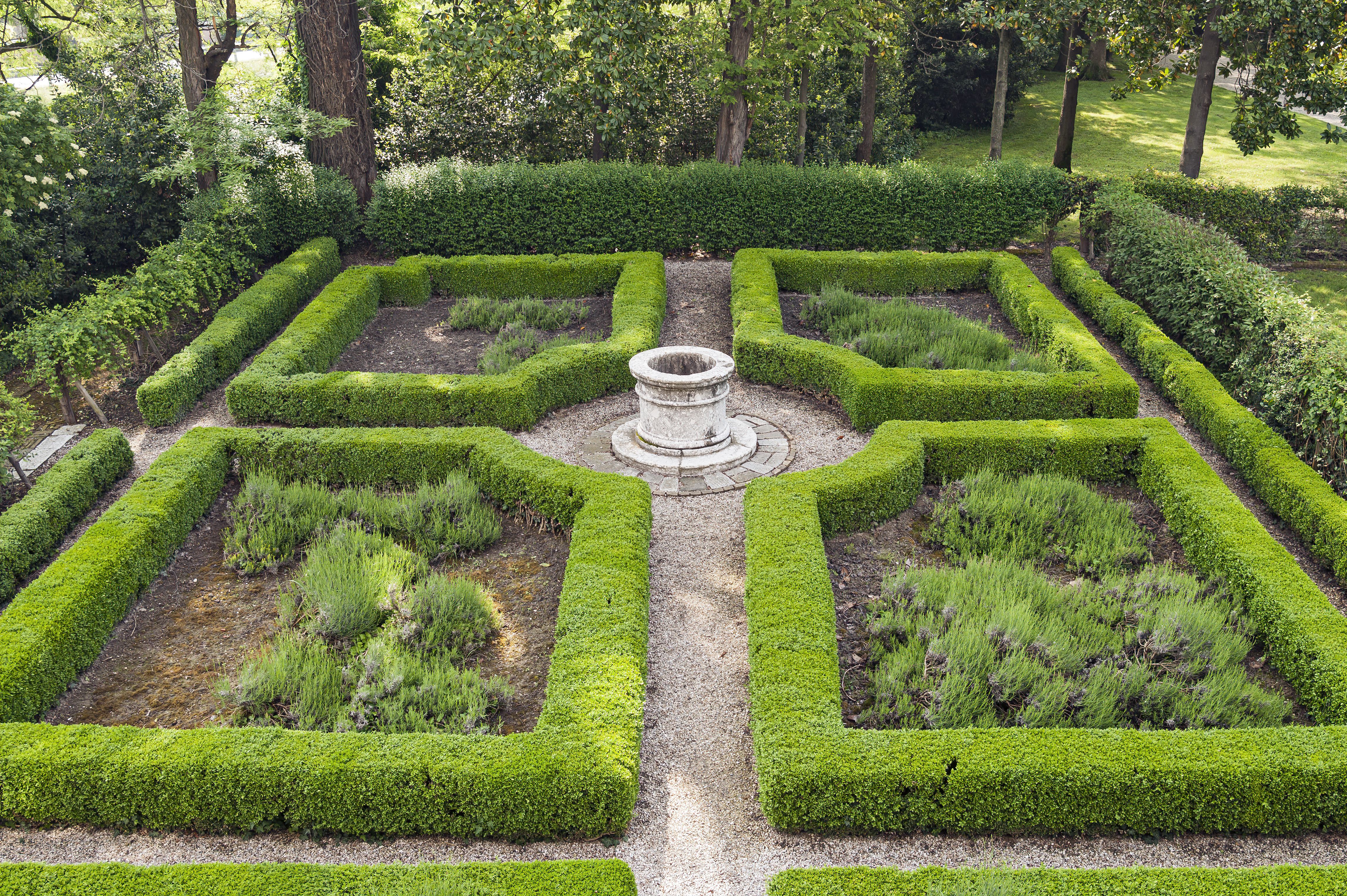
Puits dans le jardin de buis.
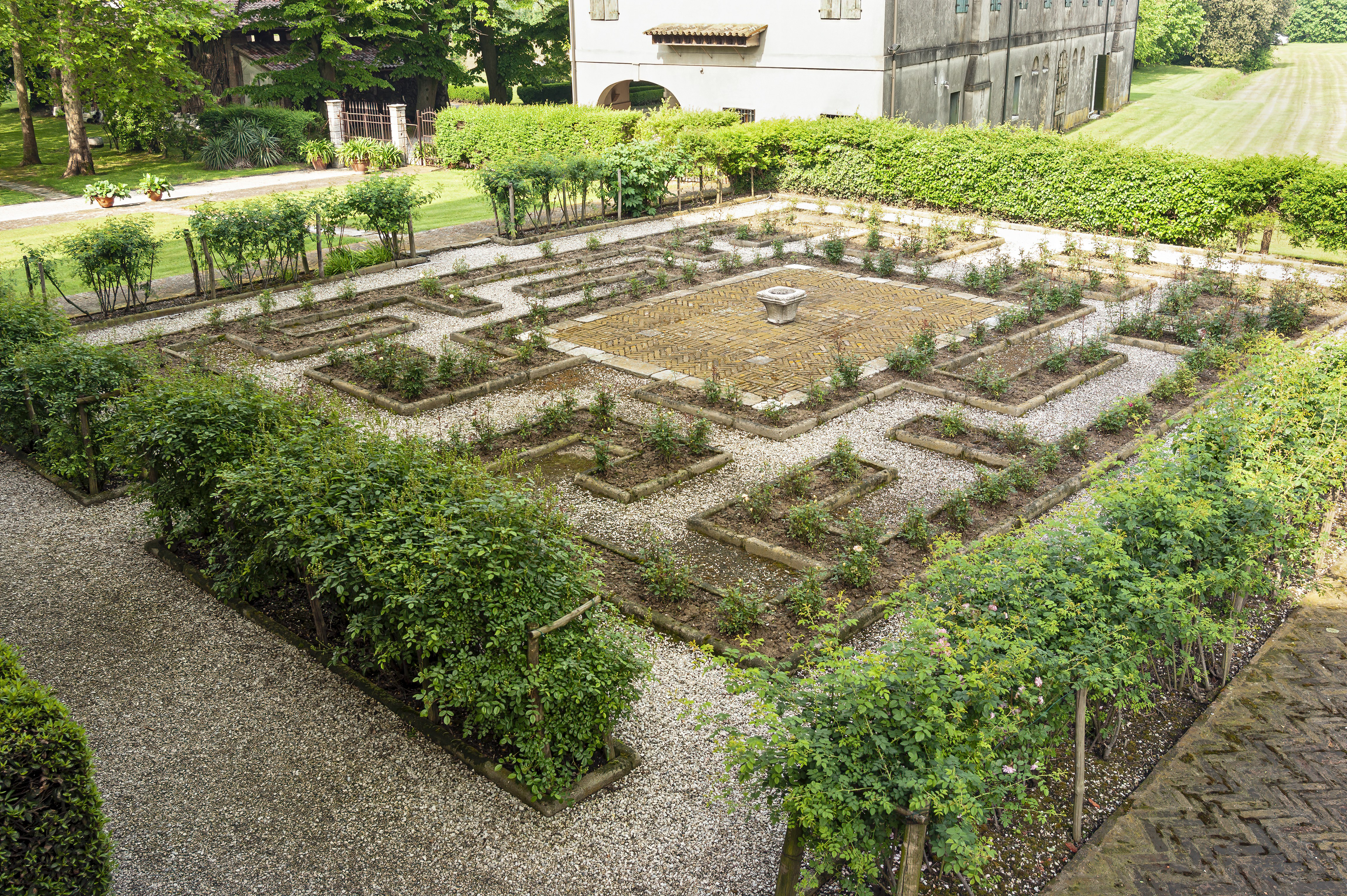
Puits de la roseraie.

## Décoration intérieure
La décoration intérieure de la Malcontenta est due à Giovanni Battista Zelotti, et dans une moindre mesure, à Battista Franco. La majorité des sujets est de caractère mythologique, selon les coutumes des cycles de villas vénitiennes du  XVIe siècle.
Certaines pièces présentent une décoration grotesque, peintes par Bernardino India. Un des éléments du décor est une citation des peintures grotesques du château de Fontainebleau. Elles y ont été introduites par Victor Grimani, érudit et ami des Foscari qui, pendant des années, était résident à la cour de France.

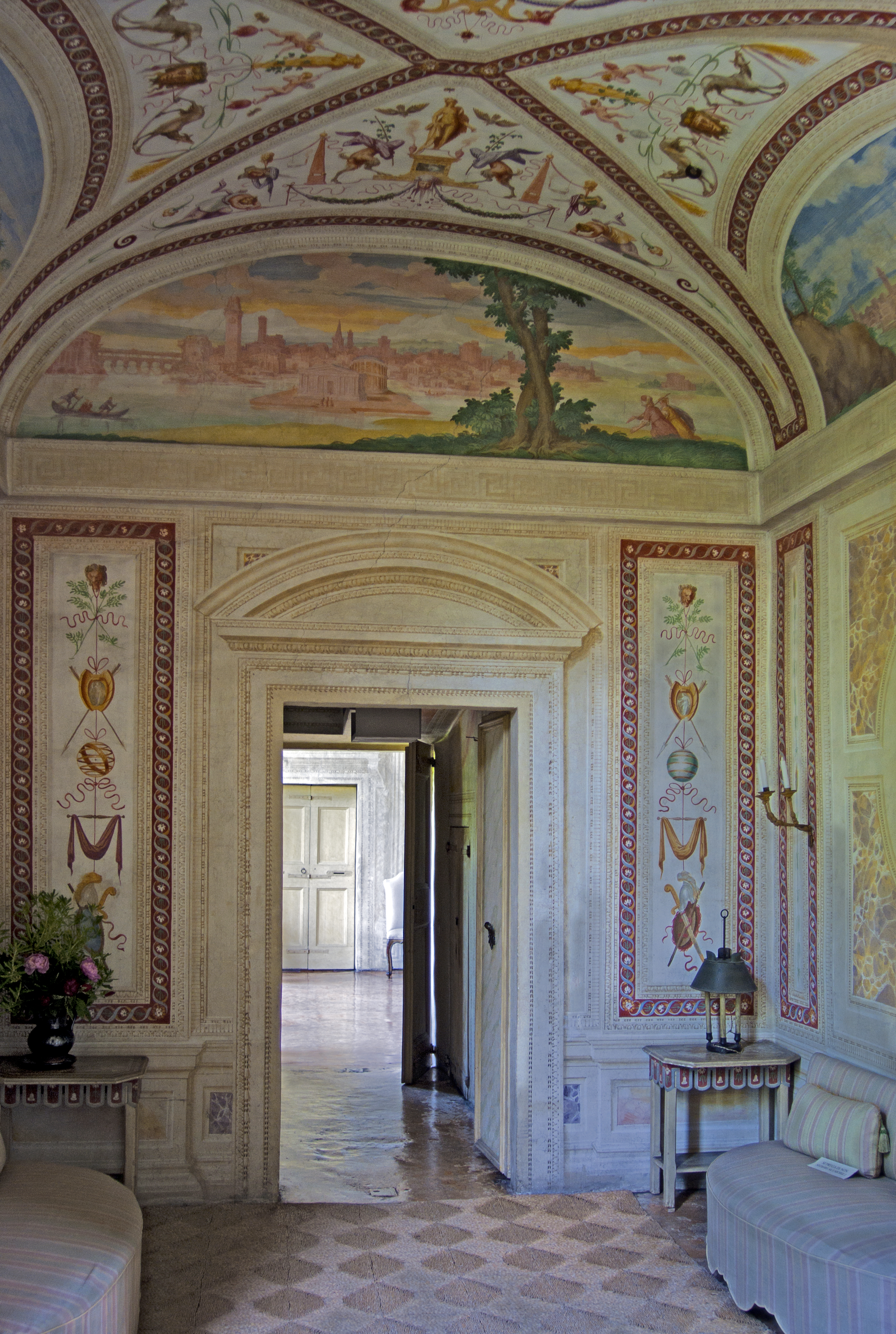
Trompe-l'œil et grotesque.
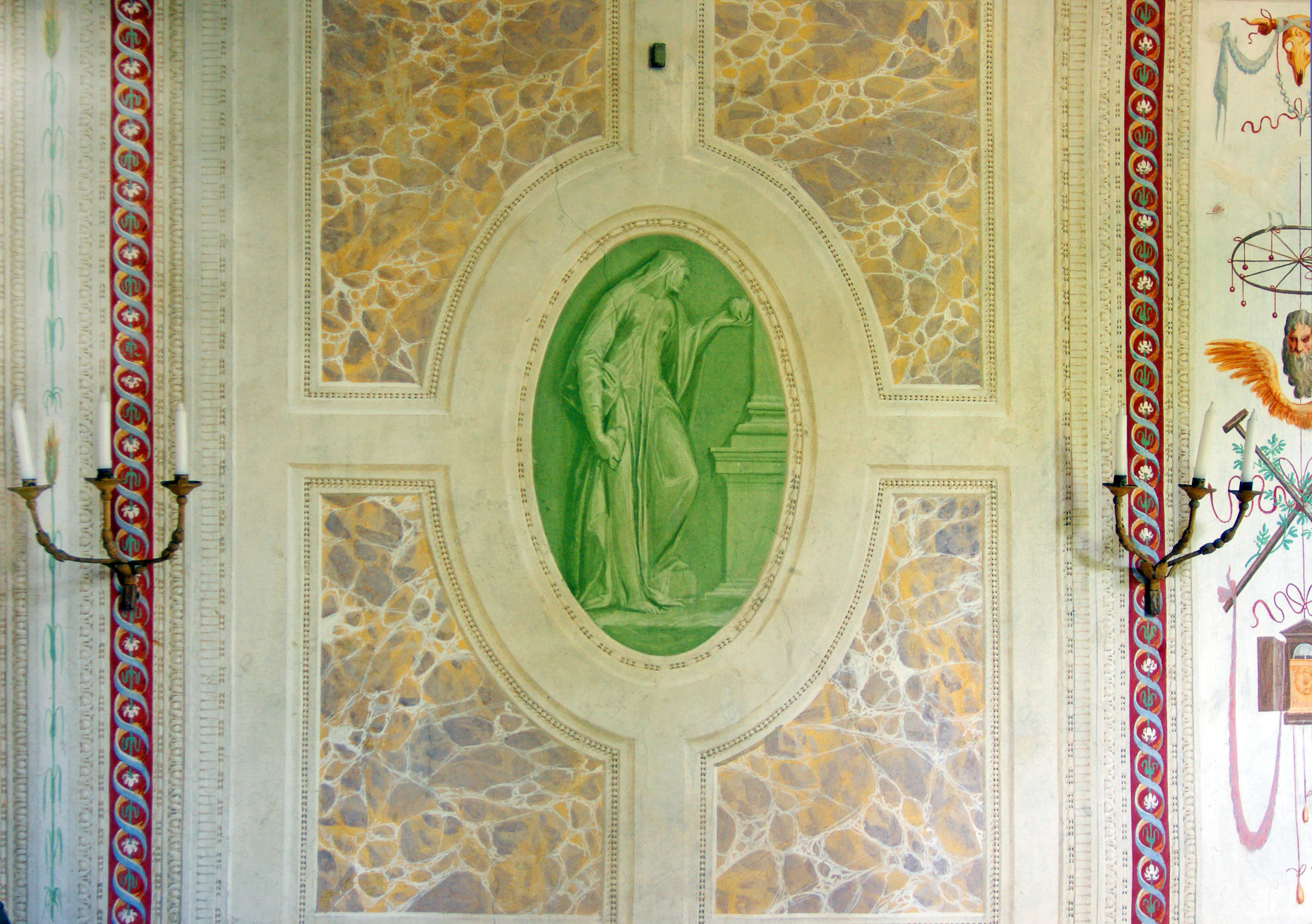
Trompe-l'œil et grotesque.
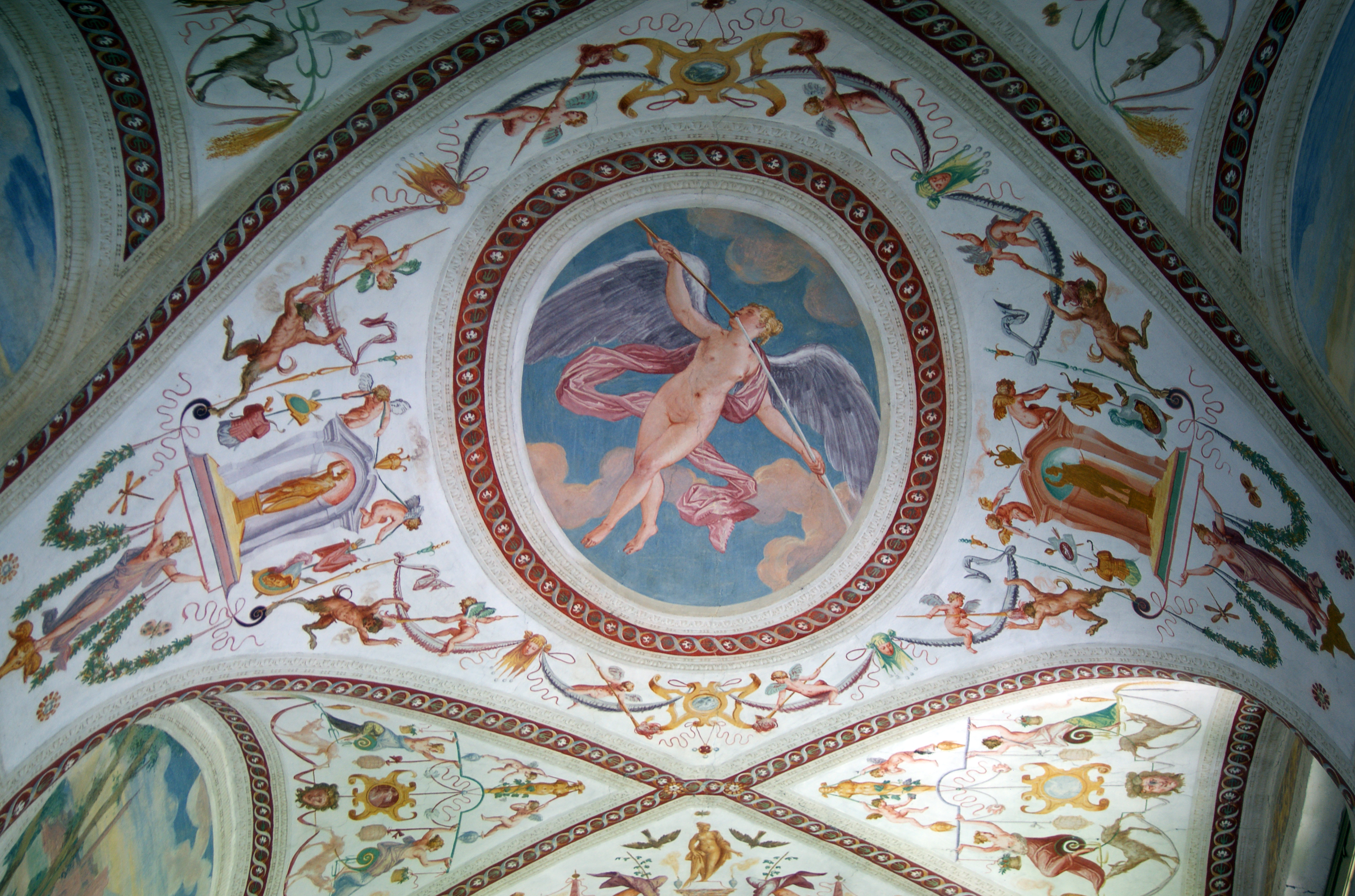
Plafond en grotesque.